# Neutanger

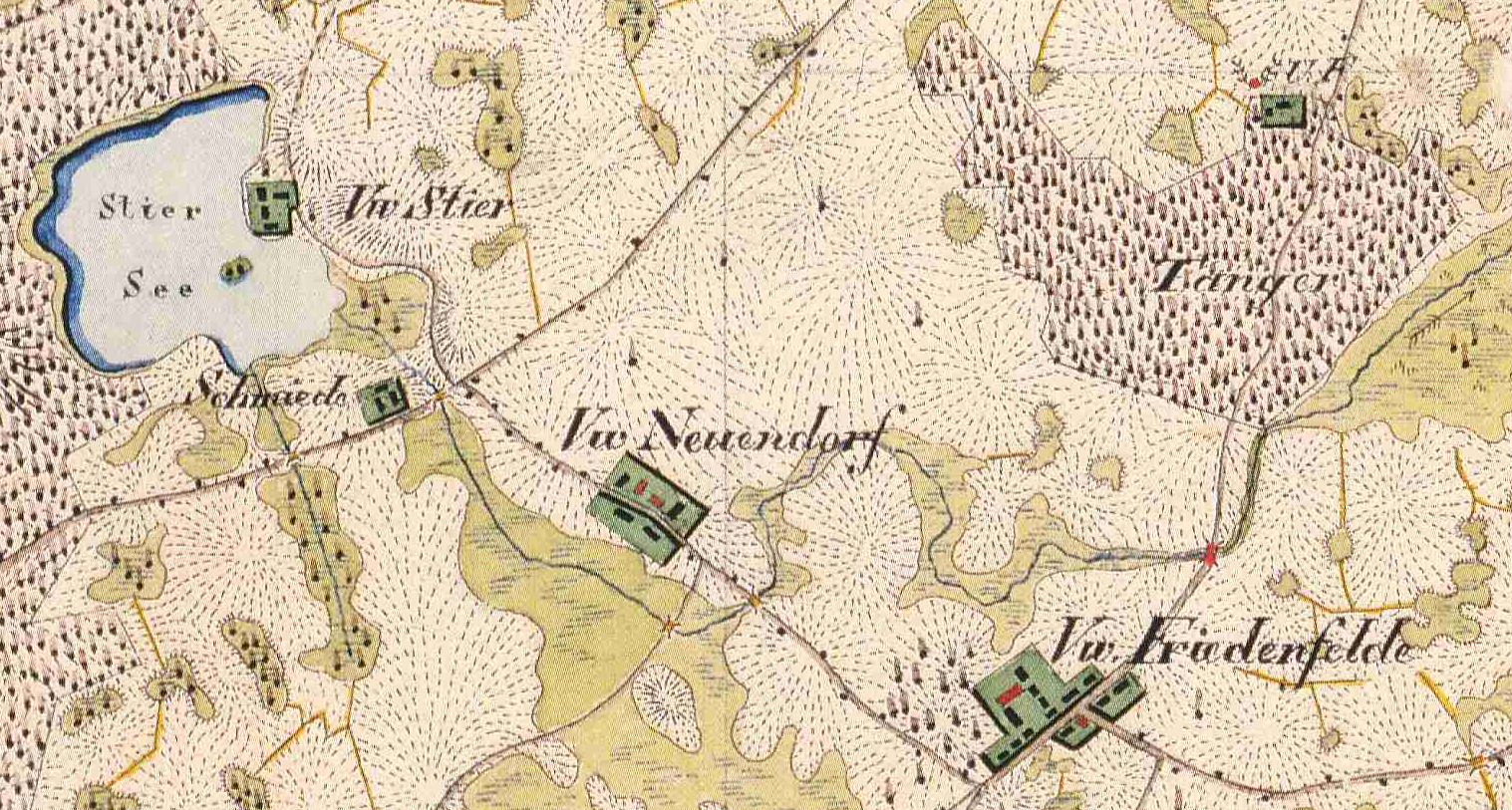
Friedenfelde, Neudorf, Stiern und Neutanger (U.F. am Nordrand des Tanger), Gem. Gerswalde, Ausschnitt aus dem Urmesstischblatt 2848 Gerswalde von 1826

Neutanger war ein Wohnplatz und Försterei auf der Gemarkung der Gemeinde Gerswalde im Landkreis Uckermark (Brandenburg). Der Wohnplatz wurde 1790 als Försterei angelegt und war später ein Ackergehöft. 1882 wurden die Gebäude abgebrochen.

## Lage
Der Wohnplatz lag ca. 1,5 Kilometer nordnordöstlich von Friedenfelde und ca. 2,5 Kilometer südsüdwestlich vom Kernort Gerswalde. Er lag auf 58 m ü. NHN.

## Geschichte
1790 wurde auf dem Areal vom Rittergut Gerswalde eine Försterei angelegt. 1801 wohnte hier ein Förster mit seiner Familie. 1826 ist die Försterei als Unterförsterei näher bezeichnet. 1858 wird Neutanger als Etablissement bezeichnet. 1858 standen hier ein Wohnhaus und zwei Wirtschaftsgebäude, in denen 5 Menschen lebten. Nach Ernst Fidicin und der Ortschafts-Statistik des Regierungsbezirks Potsdam war Neutanger um 1860 (auch) ein Wirtshaus. Damals wurden auf dem Gut 9 Pferde, 6 Stück Rindvieh und 90 Schafe gehalten.
Im Werk  Die Gemeinden und Gutsbezirke des Preussischen Staates und ihre Bevölkerung von 1873 (die Bevölkerungszahlen wurden 1871 erhoben) ist der Wohnplatz als Ackergehöft Neutanger aufgeführt. Damals stand hier ein Wohnhaus (und wahrscheinlich zwei Wirtschaftsgebäude) mit drei Bewohnern. Das Amtsblatt von 1874 bezeichnet Neutanger auch als Etablissement.
1882 wurden die Gebäude abgebrochen und der Wohnplatz amtlich aufgehoben. Zu dieser Zeit wurde der Ort auch Burows Tanger genannt, nach dem letzten Bewohner des Gehöftes.

## Kommunale Zugehörigkeit
Neutanger gehörte zum Rittergut Gerswalde, aus dem um die Mitte des 19. Jahrhunderts der Gutsbezirk Gerswalde gebildet wurde. Der Gutsbezirk Gerswalde mit dem Rittergut Gerswalde, den Vorwerken Briesen, Herrenstein und Krohnhorst sowie Neutanger wurde in der Kreisreform von 1872/74 und bei der Bildung der Amtsbezirke dem Amtsbezirk 4 Gerswalde des Kreises Templin zugewiesen. Der Gutsbezirk Gerswalde wurde 1928 mit dem Gemeindebezirk Gerswalde zur Landgemeinde Gerswalde vereinigt. Das Areal des ehemaligen Wohnplatzes gehört heute zur Gemarkung Gerswalde.
Zur Zeit der Gründung der Försterei bzw. des späteren Ackergutes gehörte Neutanger zum Uckermärkischen Kreis der Mark Brandenburg. Mit der Kreisreform von 1816/17 kam Neutanger zum Kreis Templin der Provinz Brandenburg. In der Kreisreform von 1952 wurde der Kreis Templin neu zugeschnitten. 1993 wurden die Kreise Templin, Prenzlau und Angermünde zum Landkreis Uckermark vereinigt.